# كارول رادزيويل

كارول آن رادزيويل (بالإنجليزية: Carole Ann Radziwill)‏  أو كارول آن ديفالكو (الاسم الكامل عند الولادة)، هي صحافية ومؤلفة أمريكية وشخصية تلفزيون الواقع، من مواليد ال 20 أغسطس 1963.

## النشأة والتعليم
نشأت كارول آن رادزيويل في عائلة من الطبقة العاملة في بلدة سوفرن بنيويورك. عمل والداها كطهاةٍ في مطعم، ليفتح والديها فيما بعد مطعماً تحت اسم «ديفالكوس»، حيث عملت والدتها كنادلة في الليل وفي عطلات نهاية الأسبوع. كما عملت كارول أيضا في مراحل مبكرة من حياتها بنفس المطعم كنادلة. ارتادت كارول كلية هنتر المختلطة، حيث حصلت على بكالوريوس في الآداب، ومن ثم جامعة نيويورك التي تحصلت منها على ماجستير في إدارة الأعمال.

## المسيرة المهنية
بدأت رادزيويل مسيرتها الصحفية في سنة 1985 انطلاقا من هيئة الإذاعة الأمريكية (ABC) بنيويورك، كمتدربة في مرحلة ما بعد الإنتاج للمجلة الإخبارية الشهيرة «20/20». تم تعيينها في وقت لاحق في منصب سكرتيرة للإنتاج. عملت كارول أيضا في وحدة بيتر جينينغز الوثائقية، حيث أنتجت برامج تتعلق بعمليات الإجهاض والسيطرة على الأسلحة، وغطت عدد من القصص السياسية الدولية في كل من كمبوديا وهايتي والهند.
انتقلت في سنة 1991 إلى العراق، الذي مكثت فيه بعض الوقت وأنجزت مراسلات وتقارير تفيد بحدوث هجمات بواسطة صواريخ سكود خلال حرب الخليج. بحلول سنة 2003، وبالموازاة مع الحرب على أفغانستان، أمضت كارول قرابة ستة أسابيع في قندهار رفقة وحدة المشاة التابعة للفرقة 101 المحمولة جواً. كما أنتجت أجزاء لبرنامج تلفزيوني لصالح إي بي سي يسمي «ملامح من خط المواجهة». فازت كارول بالعديد من الجوائز، بما فيها ثلاثة جوائز إيمي، واحدة منها كانت للقصة التي أنتجتها عن الألغام الأرضية في كمبوديا، بالإضافة إلى واحدة من جوائز بيبودي.
بعد وفاة زوجها، تركت كارول الإيه بي سي نيوز وتفرغت لكتابة مذكرات عن حياتها الشخصية، ومسيرتها المهنية في إيه بي سي نيوز، وكذلك جهودها حول تدبير سرطان زوجها. بعد نشر كتابها ما تبقى: مذكرات من مصير، الصداقة والحب من طرف سكريبنر للنشر في سنة 2005 وصل إلى قائمة نيويورك تايمز لأكثر الكتب مبيعا.
بحلول سنة 2006، وقعت كارول مع مجلة غلامور لكتابة عمود شهري تحت عنوان «تاريخ الغداء». شملت تواريخ غداءها العمدة السابق رودي جولياني،  وشخصيات من هوليوود من قبيل أنتونيو بانديراس،  ريتشل وايز  وأليك بالدوين.
انضمت رادزيويل بحلول سنة 2011 إلى فريق برنامج تلفزيون الواقع الأمريكي ربات البيوت الحقيقية لمدينة نيويورك (The Real Housewives of New York City) في موسمه الخامس.
باعت روايتها الأولى، دليل الأرملة إلى الجنس والمواعدة، في صفقة ضخمة من ستة أرقام إلى هولت للنشر. حيث أصدر بحلول 11 فبراير 2014. كتابها دليل الأرملة في طور التطوير لإنتاجه كمسلسل تلفزيوني. فيما كتابها الثالث -مجموعة من المقالات التي لا تزال بلا عنوان- كان مقررا اصداره بحلول ربيع عام 2014.

## الحياة الشخصية
تزوجت كارول بحلول 27 أغسطس 1994 من زميلها في إيه بي سي نيوز أنتوني رادزيفيل في بلدة إيست هامبتون بنيويورك. رادزيفيل هو الابن الوحيد للأمير البولندي ستانيسلاس رادزيفيل من زوجته لي رادزيفيل (شقيقة جاكلين كينيدي أوناسيس). توفي زوجها أنطوني رادزيفيل بحلول 10 أغسطس 1999.عن عمر ناهز 40 عاما، بعد معركة دامت خمس سنوات مع السرطان.
كانت كارول صديقة مقربة لكارولين كينيدي، هذه الأخيرة التي كانت متزوجة من جون إف كينيدي الابن (ابن عم أنتوني رادزيويل). توفيت صديقته المقربة كارولين رفقة زوجها وشقيقتها الكبرى لورين بسيت في حادث تحطم طائرة قبالة ساحل مارثا فينيارد في 16 يوليو 1999 قبل أقل من أربعة أسابيع قبل وفاة زوجها أنتوني رادزيفيل بالسرطان.

## روابط خارجية
- الموقع الرسمي